# Maří list balšámový
Maří list balšámový (Tanacetum balsamita, syn. Balsamita major) je stará léčivá rostlina z čeledi hvězdnicovitých. Její nadzemní části vydávají silnou vůni po mentolu a kafru. Je známa pod řadou lidových názvů, jako zahradní balšám, bylina Matky Boží, ženská máta, řecká máta nebo biblový list (z anglického "Bible leaf" – lisované listy dříve často sloužily jako záložka do Bible).

## Popis

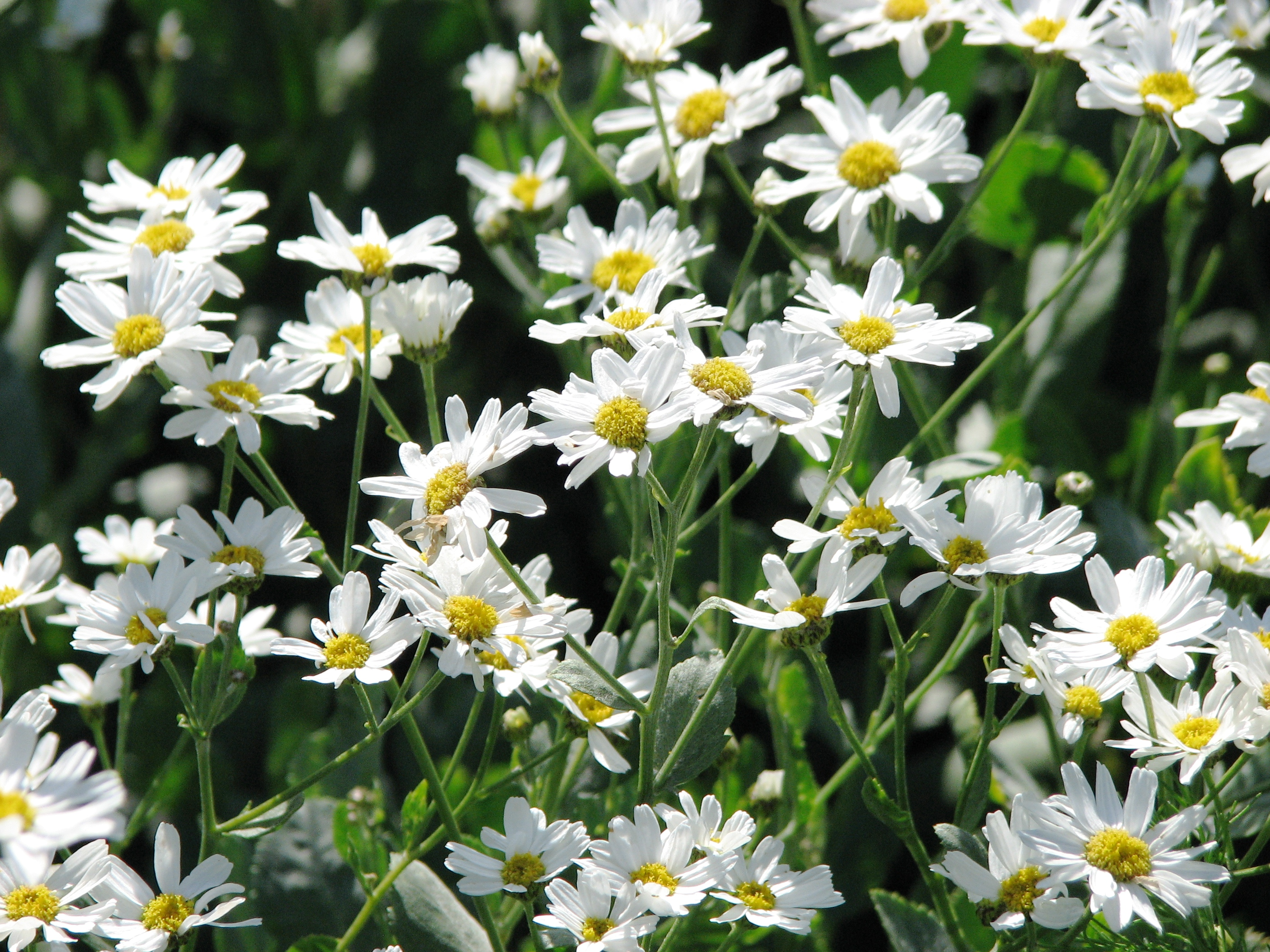
Varianta s vyvinutými jazykovitými květy

Je to vytrvalá, silně aromatická bylina s větvenými oddenky, dorůstající výšky 40–100 cm. Přímé, větvené nebo jednoduché lodyhy jsou silně pavučinatě chlupaté, na bázích dřevnatějí. Listy jsou měkké, jednoduché, eliptického tvaru, nepravidelně zubaté či téměř celokrajné; v přízemní růžici jsou dlouze řapíkaté, střední a horní lodyžní listy naopak přisedlé, střídavě postavené. Květy jsou v drobných, 4–7 mm širokých, dlouze stopkatých úborech, které skládají bohatá chocholičnatá květenství v počtu 10 až někdy více než 100. Trubkovité květy terče úboru jsou žluté, oboupohlavné; jazykovité květy paprsků bílé, samičí, 3–7 mm dlouhé, často však chybějí nebo jsou pouze rudimentárně vyvinuty. Kvetou v červenci a v srpnu, opylovány jsou hmyzem. Plody jsou drobné žebernaté nažky s úzkým, jemně zubatým lemem.
Ploidie druhu je 2n = 18. Rostlina obsahuje řadu aromatických silic a dalších účinných látek, především kafr, karvon a thujon, dále třísloviny a hořčiny.

## Rozšíření a ekologie

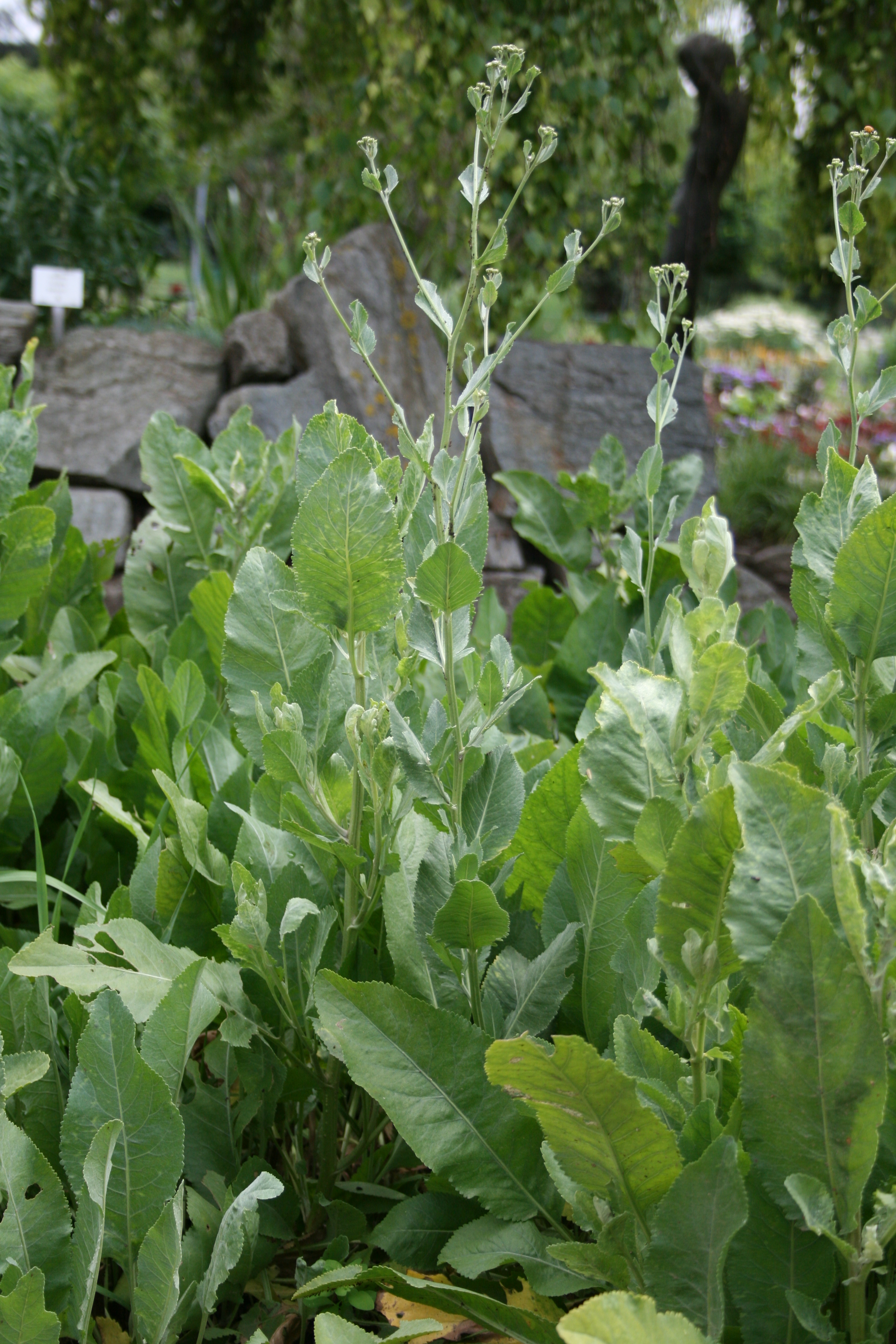
Habitus rostliny těsně před rozkvětem

Maří list pravděpodobně pochází z oblastí jihozápadní Asie (Turecko, Afghánistán, Írán) a z Kavkazu, později zdomácněl ve Středomoří a pěstováním byl rozšířen i do mnoha dalších oblastí světa. V České republice je v současnosti pěstován spíše vzácně. Příležitostně zde zplaňuje, jeho výskyt ve volné přírodě je však ojedinělý, obvykle na synantropních teplomilných stanovištích ruderálního charakteru.

## Taxonomie a systematika
V průběhu doby byl tento druh řazen do mnoha různých rodů: krom samostatného monotypického rodu Balsamita též do rodů Matricaria (heřmánek), Chamaemelum (rmenec), Leucanthemum (kopretina), Chrysanthemum (chryzantéma, listopadka) a Pyrethrum (řimbaba). V rámci čeledi hvězdnicovitých patří s ostatními zástupci rodu vratič do podčeledi Asteroideae, tribu Anthemideae a subtribu Anthemidineae, společně s rody rmen, heřmánkovec nebo marunek. Bývají rozlišovány dva poddruhy, jejichž taxonomická hodnota je však sporná.

## Využití
Maří list je starou léčivou rostlinou, využívanou proti střevním parazitům či k ulehčení menstruačních bolestí. Aromatické listy lze použít jako chuťově výrazné koření k masovým pokrmům, v minulosti se jimi dochucovalo též pivo. Silná vůně mařího listu odpuzuje hmyz, proto může být součástí přírodních repelentů, pot-pourri a vonných pytlíčků vkládaných do prádla nebo do šatních skříní. Potírání kůže čerstvými listy zmírňuje bolest při poštípání od včel nebo ovádů. Sbírají se listy před rozkvětem rostliny, lze je použít čerstvé i k sušení. Nesmí ho užívat těhotné ženy.

## Pěstování
V minulosti byla tato bylina často pěstována v klášterních i venkovských zahradách, v posledních letech však v Evropě téměř vymizela; široce užívána je stále v jihozápadní Asii. Dobře prospívá v lehčích, úživných, hlinitopísčitých půdách. Vyžaduje plně osluněné stanoviště, ve stínu špatně kvete. Na zálivku je zcela nenáročná a ve středoevropských podmínkách je mrazuvzdorná. Množí se dělením trsů na jaře nebo na podzim.